# Scherma ai Giochi della VII Olimpiade - Spada a squadre maschile
La competizione del spada a squadre maschile  di scherma ai Giochi della VII Olimpiade si tenne il giorno 20 agosto 1920 presso il Palazzo di Egmont di Anversa

## Risultati

### Turno Eliminatorio
2 gironi con i primi tre classificati che accederono al girone finale
| Pos. | Nazione        | Concorrenti | V | S |
| ---- | -------------- | --- | - | - |
| 1    | Francia        | Armand Massard, Alexandre Lippmann, Gustave Buchard, Georges Trombert, Georges Casanova, Louis Moreau, Gaston Amson                  | 4 | 0 |
| 2    | Svizzera       | Henri Jacquet, Léopold Montagnier, Franz Wilhelm, Frédéric Fitting, Eugène Empeyta, Louis de Tribolet, John Albaret, Édouard Fitting | 3 | 1 |
| 3    | Stati Uniti    | William Russell, Raymond Dutcher, Henry Breckinridge, Arthur Lyon, Robert Sears, Harold Rayner                                       | 2 | 2 |
| 4    | Gran Bretagna  | John Blake, George Burt, Martin Holt, Robert Montgomerie, Charles Notley, Edgar Seligman                                             | 1 | 3 |
| 5    | Cecoslovacchia | Jan Černohorský, Otakar Švorčík, Zdeněk Vávra, Josef Jungmann, Josef Javůrek                                                         | 0 | 4 |

| Pos. | Nazione     | Concorrenti | V | S | p |
| ---- | ----------- | --- | - | - | - |
| 1    | Belgio      | Ernest Gevers, Paul Anspach, Félix Goblet, Victor Boin, Joseph De Craecker, Léon Tom, Philippe de Beaulieu                                                       | 4 | 1 | 0 |
| 2    | Portogallo  | António de Menezes, Jorge de Paiva, Ruimondo Mayer, João Sassetti, Henrique da Silveira, Frederico Paredes, Manuel Queiróz                                       | 3 | 1 | 1 |
| 2    | Italia      | Nedo Nadi, Aldo Nadi, Abelardo Olivier, Dino Urbani, Tommaso Costantino, Paolo Thaon di Revel, Tullio Bozza, Giovanni Canova, Andrea Marrazzi, Antonio Allocchio | 3 | 1 | 1 |
| 4    | Paesi Bassi | Adrianus de Jong, Willem van Blijenburgh, George van Rossem, Salomon Zeldenrust, Henri Wijnoldy-Daniëls, Jetze Doorman                                           | 2 | 1 | 2 |
| 5    | Danimarca   | Otto Bærentzen, Einar Levison, Ivan Osiier, Poul Rasmussen, Aage Berntsen, Georg Hegner                                                                          | 1 | 4 | 0 |
| 6    | Svezia      | Nils Hellsten, Gustaf Lindblom, Bertil Uggla, David Warholm | 0 | 5 | 0 |

### Finale
| Pos.    | Nazione     | Concorrenti | V | S | P | Risultati         | Risultati         | Risultati          | Risultati             | Risultati           | Risultati              |
| Pos.    | Nazione     | Concorrenti | V | S | P | Italia (bandiera) | Belgio (bandiera) | Francia (bandiera) | Portogallo (bandiera) | Svizzera (bandiera) | Stati Uniti (bandiera) |
| ------- | ----------- | --- | - | - | - | ----------------- | ----------------- | ------------------ | --------------------- | ------------------- | ---------------------- |
| Oro     | Italia      | Nedo Nadi, Aldo Nadi, Abelardo Olivier, Dino Urbani, Tommaso Costantino, Paolo Thaon di Revel, Tullio Bozza, Giovanni Canova, Andrea Marrazzi, Antonio Allocchio | 5 | 0 | 0 | X                 | 10-6              | 10-6               | 12-3                  | 8-7                 | 1-0                    |
| Argento | Belgio      | Ernest Gevers, Paul Anspach, Félix Goblet, Victor Boin, Joseph De Craecker, Léon Tom, Philippe de Beaulieu                                                       | 4 | 1 | 0 | 6-10              | X                 | 8-6                | 8-5                   | 9-7                 | 8-6                    |
| Bronzo  | Francia     | Armand Massard, Alexandre Lippmann, Gustave Buchard, Georges Trombert, Georges Casanova, Louis Moreau, Gaston Amson                                              | 2 | 2 | 1 | 6-10              | 6-8               | X                  | 6-6                   | 9-5                 | 12-2                   |
| 4       | Portogallo  | António de Menezes, Jorge de Paiva, Ruimondo Mayer, João Sassetti, Henrique da Silveira, Frederico Paredes, Manuel Queiróz                                       | 2 | 2 | 1 | 3-12              | 5-8               | 6-6                | X                     | 8-5                 | 8-4                    |
| 5       | Svizzera    | Henri Jacquet, Léopold Montagnier, Franz Wilhelm, Frédéric Fitting, Eugène Empeyta, Louis de Tribolet, John Albaret, Édouard Fitting                             | 1 | 4 | 0 | 7-8               | 7-9               | 5-9                | 5-8                   | X                   | 9-7                    |
| 6       | Stati Uniti | William Russell, Raymond Dutcher, Henry Breckinridge, Arthur Lyon, Robert Sears, Harold Rayner                                                                   | 0 | 5 | 0 | 0-1               | 6-8               | 2-12               | 4-8                   | 7-9                 | X                      |